# Kuroshioturris
Kuroshioturris é um gênero de gastrópodes pertencente a família Turridae.

## Espécies
- Kuroshioturris albogemmata Kuroda, Habe & Oyama, 1971[2]
- Kuroshioturris angustata (Powell, 1940)
- Kuroshioturris hyugaensis (Shuto, 1961)
- Kuroshioturris kurodai (Makiyama, 1927)
- Kuroshioturris nipponica (Shuto, 1961)
- †Kuroshioturris putere Beu, 2011